# Paul A. Røstad
Paul Andreas Røstad (9. února 1908, Strinda – 2. července 1986, Oslo) byl norský fotograf, který se specializoval na krajinářskou, sportovní fotografii a folklórní dokument.

## Životopis
Vyrůstal v Ranheimu a později žil v Oslu. Røstad cestoval od severního Mysu k Lindesnes na jihu a fotografoval krajinu ve všech ročních obdobích, a jeho archiv se vztahuje na celé Norsko. Dodával fotografie do učebnic a knih o přírodě a na téma outdoorové aktivity pro Norskou turistickou společnost.

## Galerie

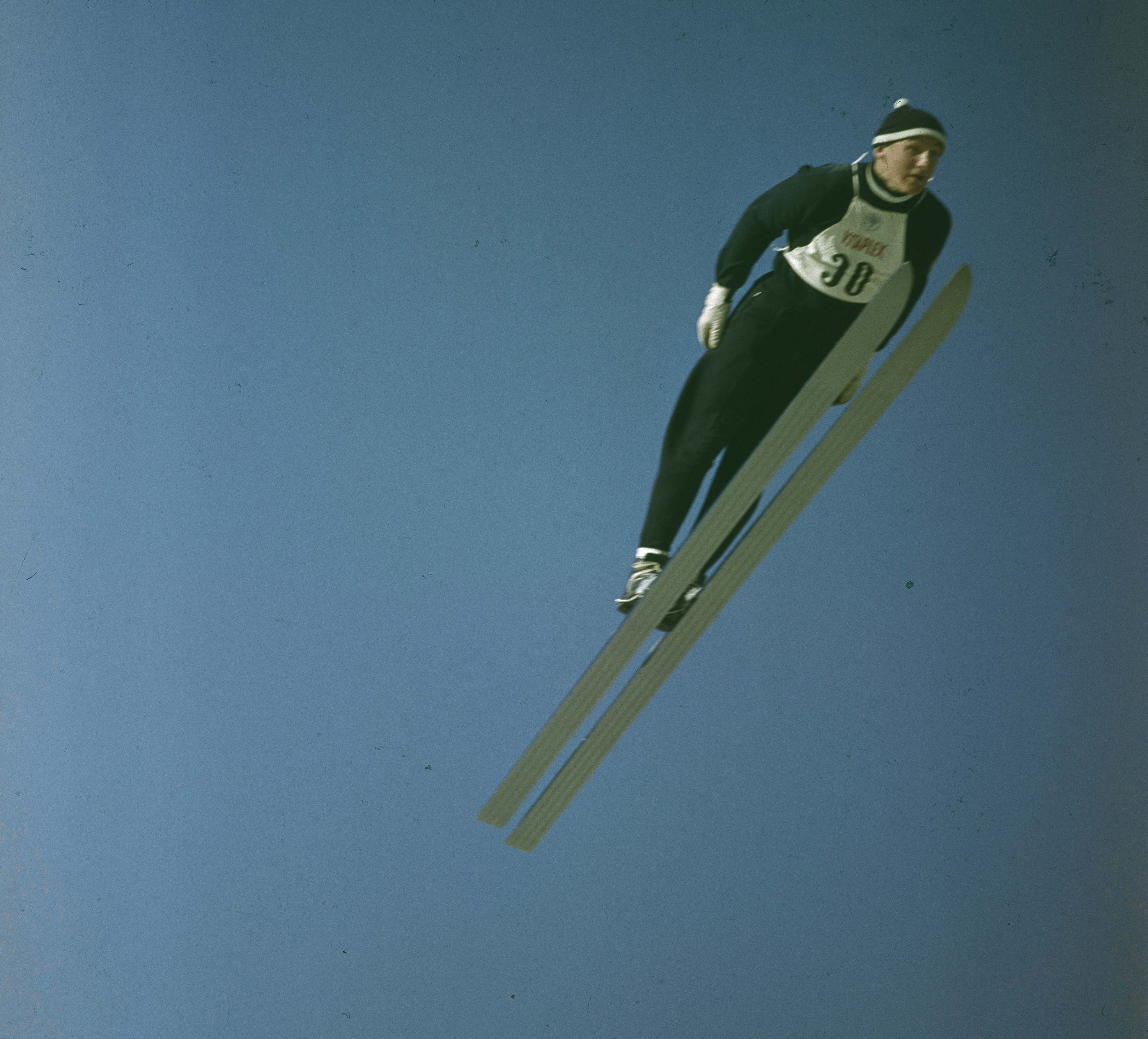
Skokan na lyžích Bjørn Wirkola
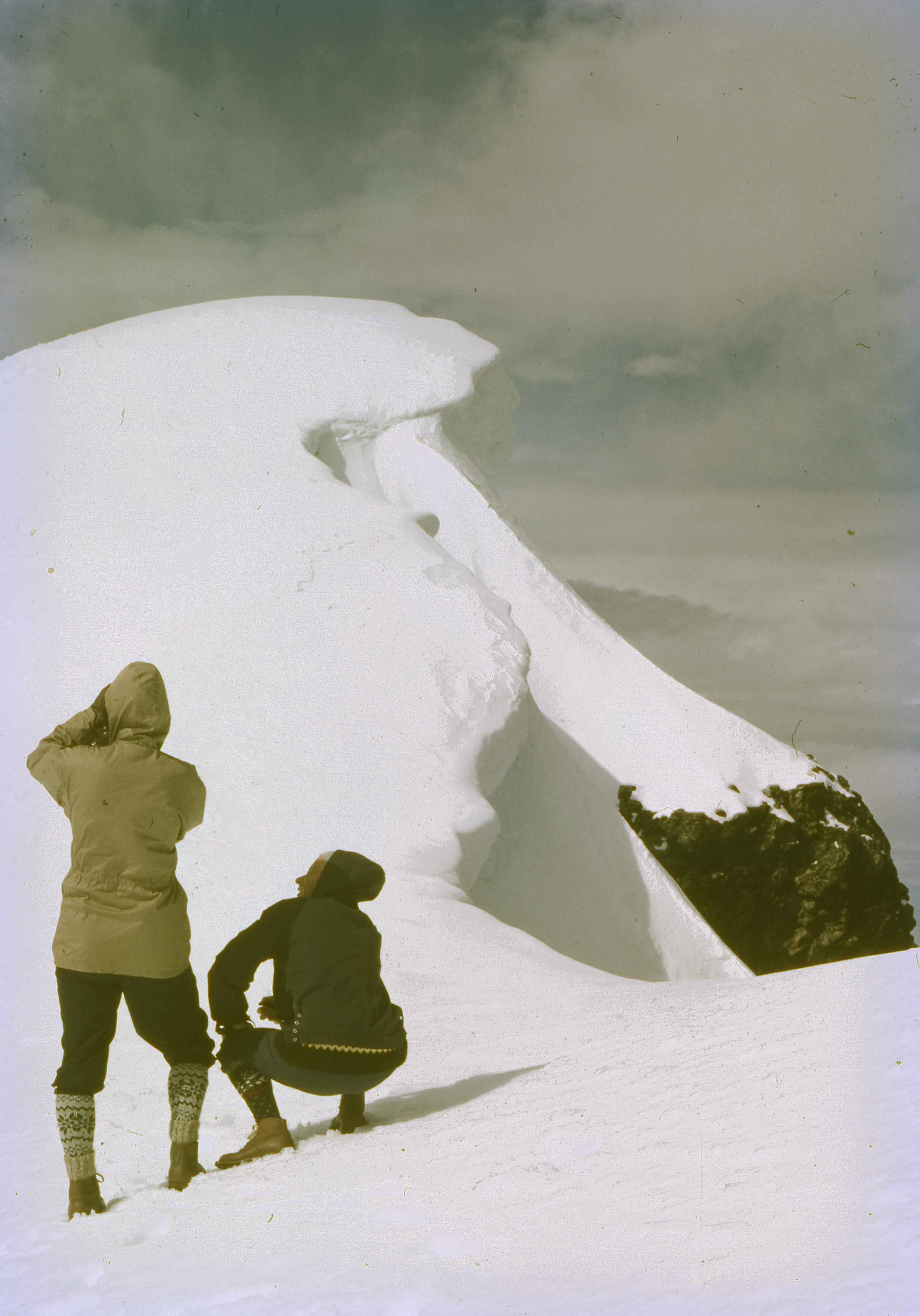
Dva horští turisté poblíž Glittertindu, druhého nejvyššího vrcholu Norska (2465 m), srpen 1962
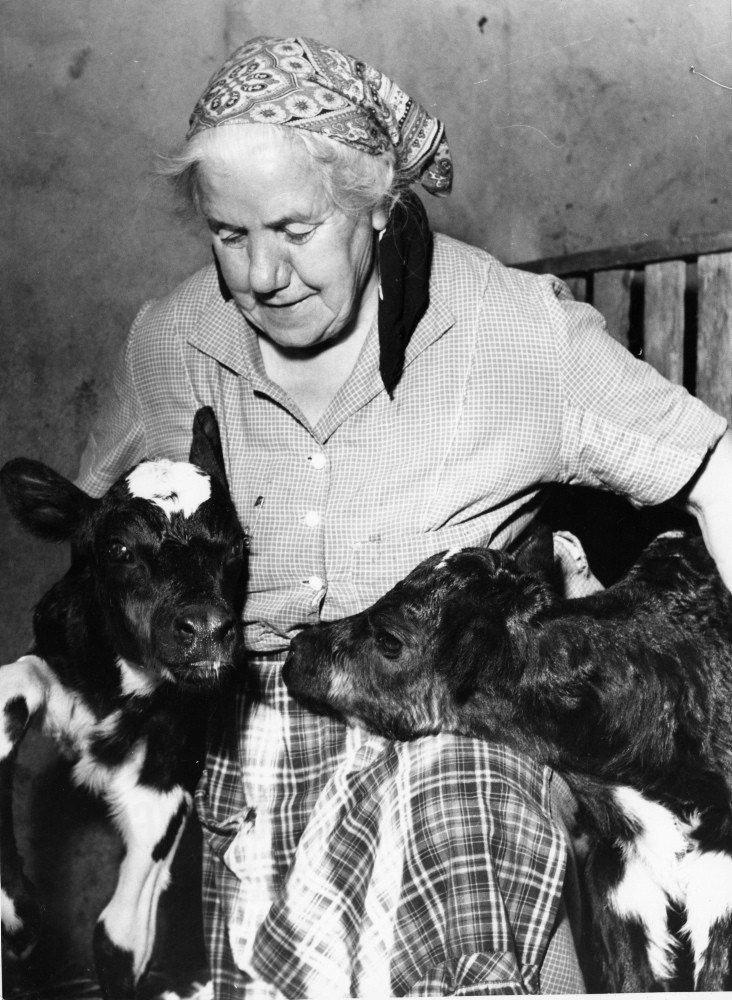
Starší žena oblečená v zástěře drží dvě telátka ve chlívě
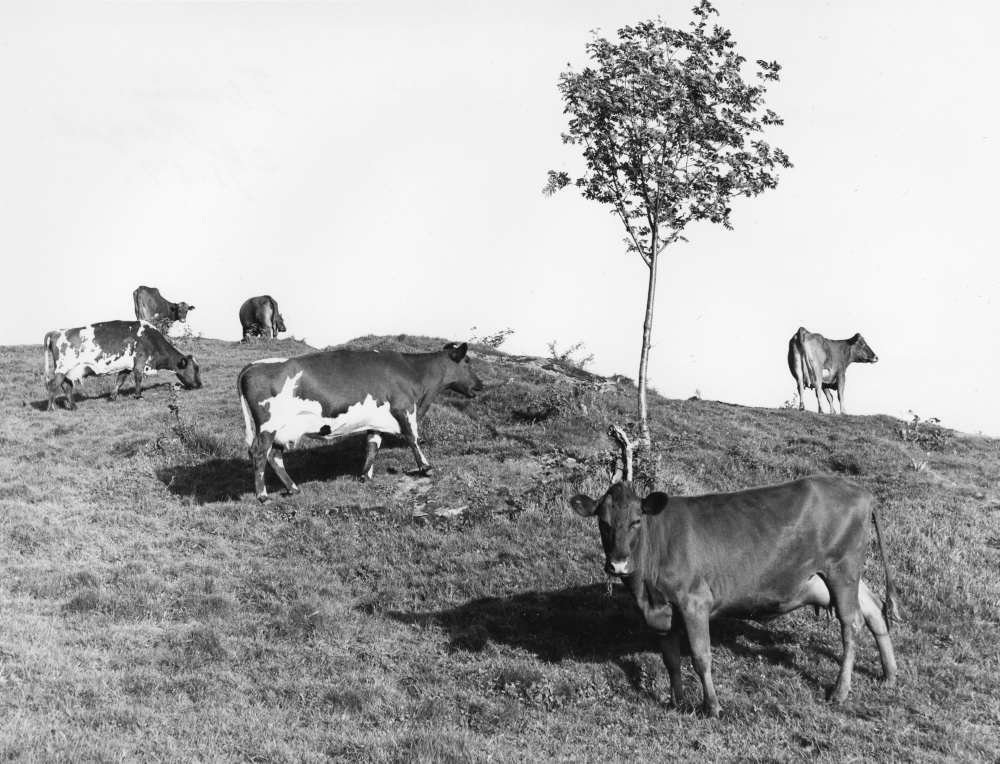
Finnøy, Rogal
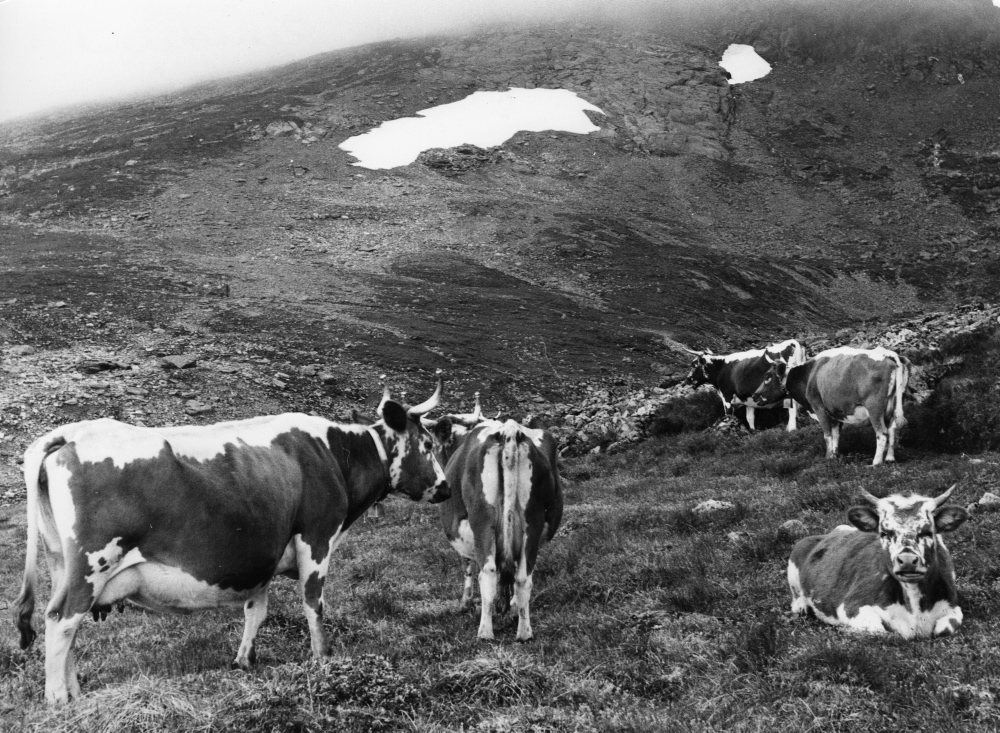
Mír a klid pod Reinskarvetem, Hallingdal, srpen 1956, 1500–1600m
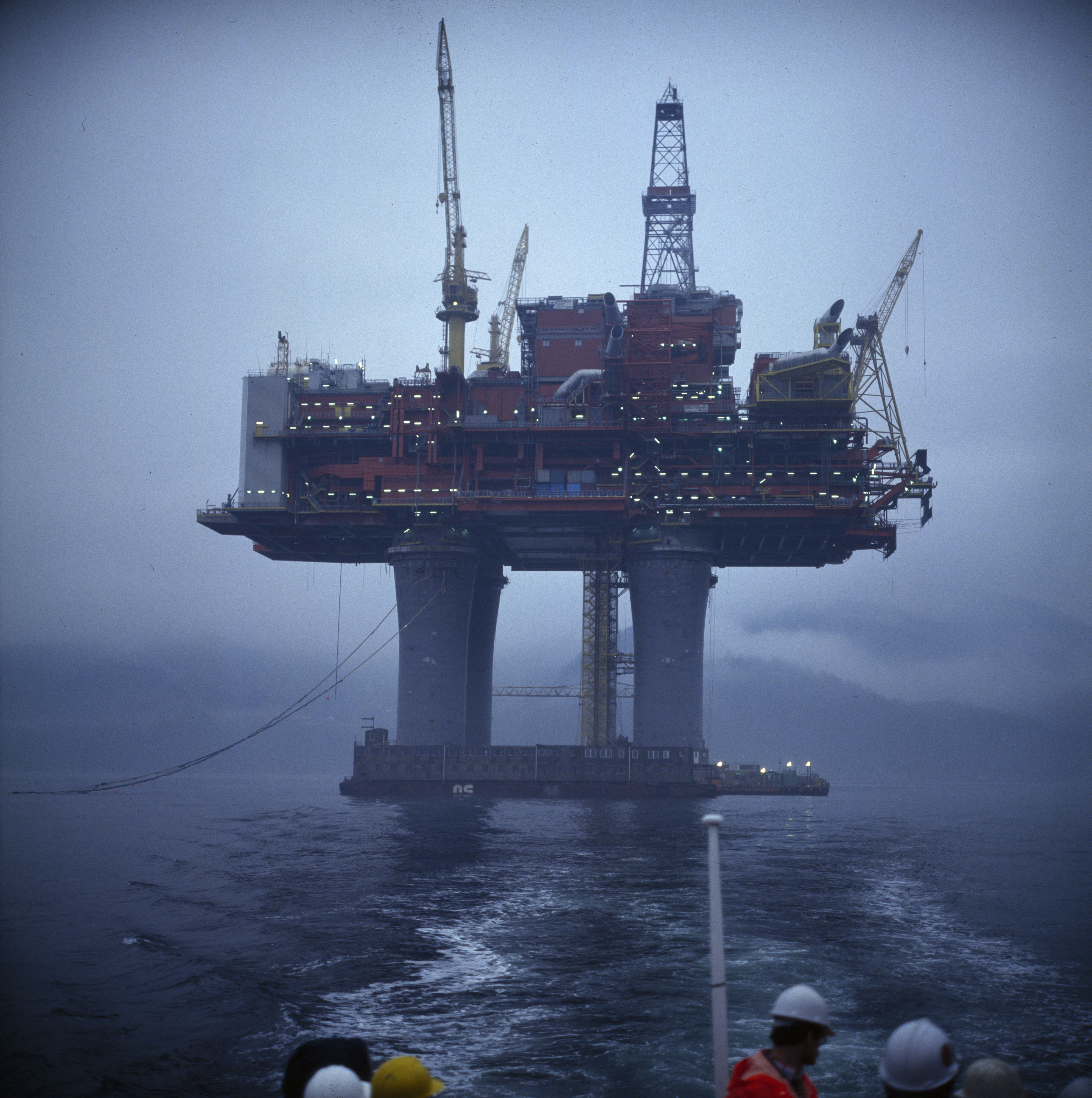
Statfjord B
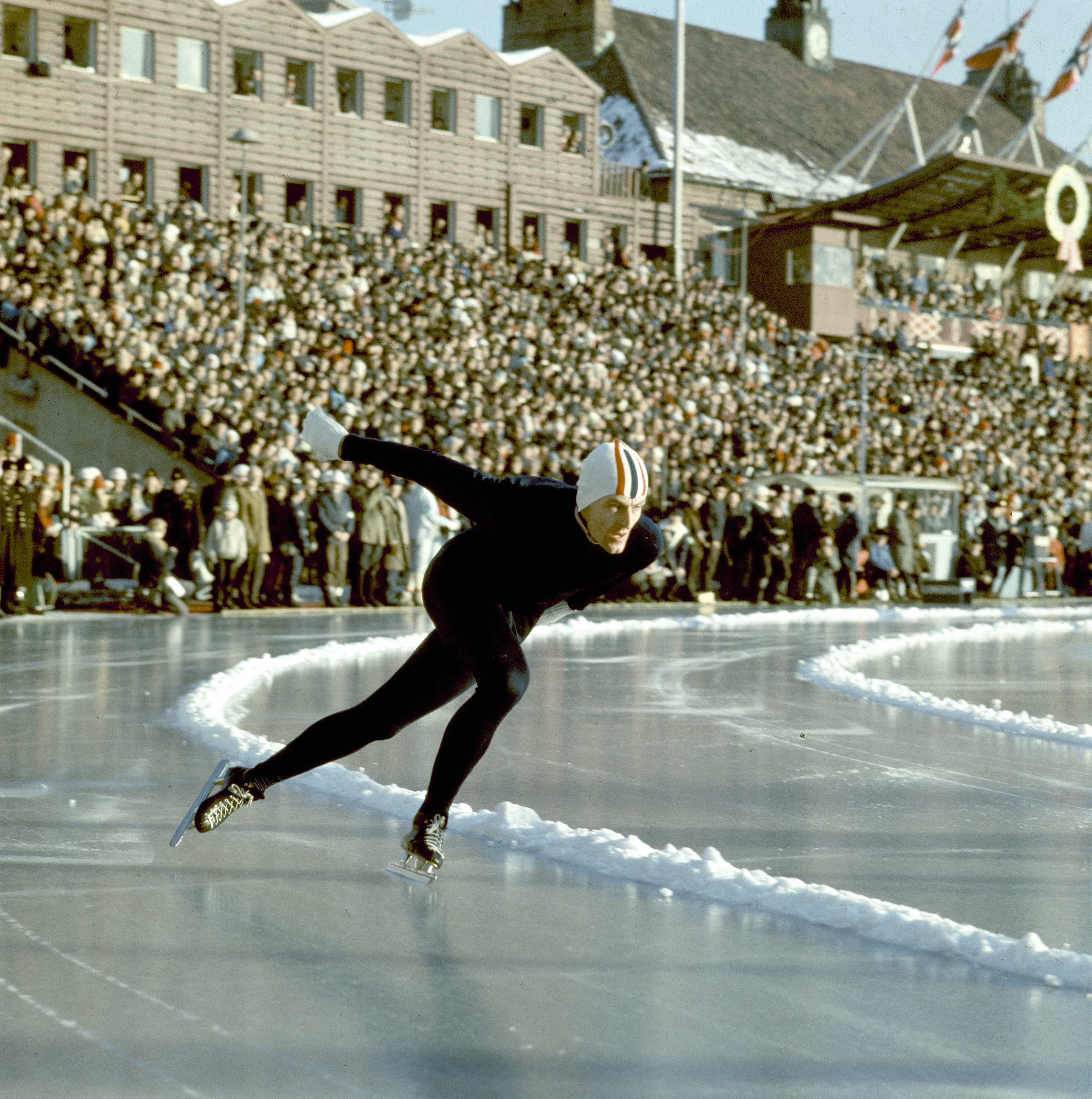
Fred Anton Maier, 28. ledna 1968
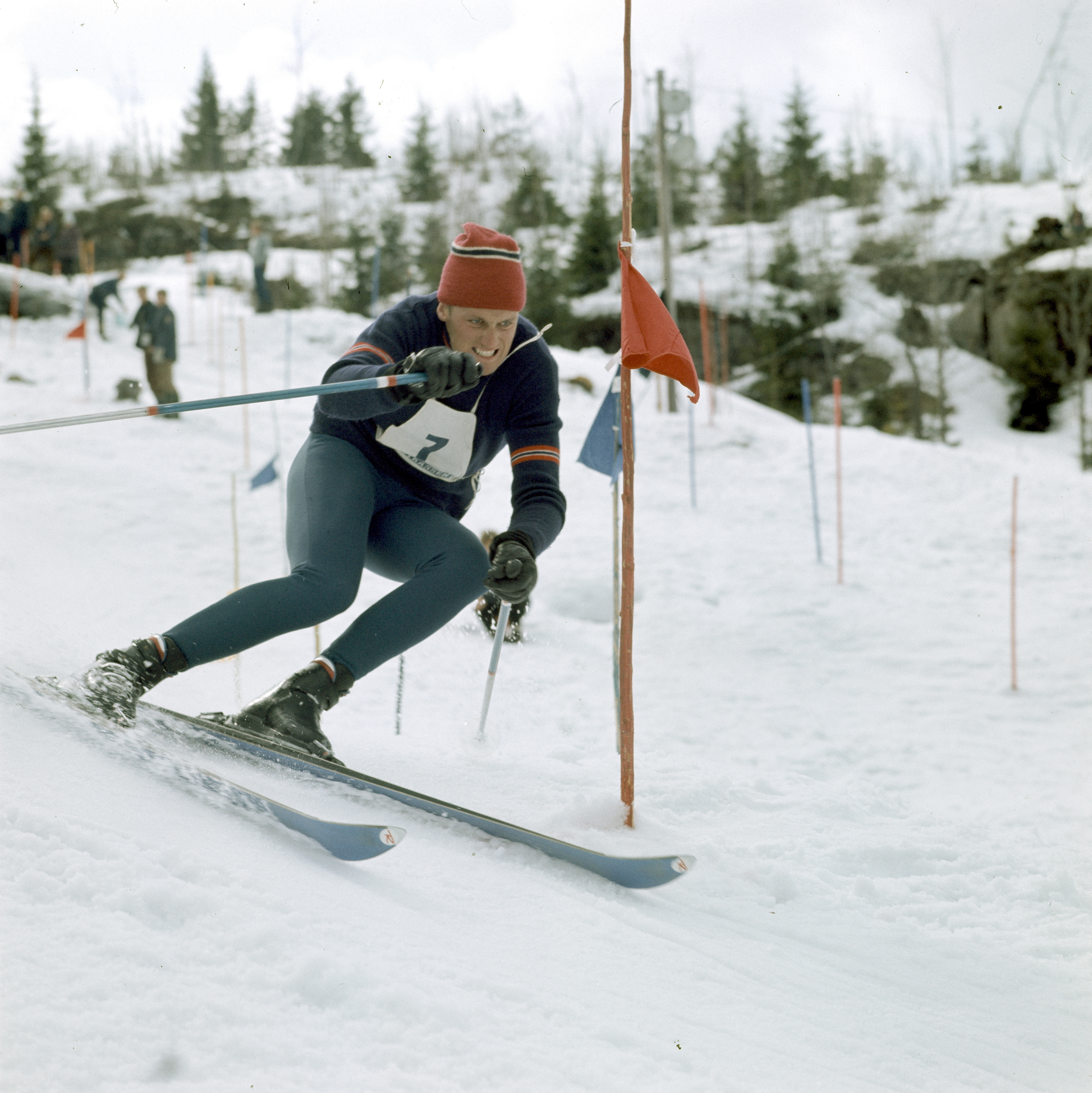
Håkon Mjøen, 13. dubna 1969
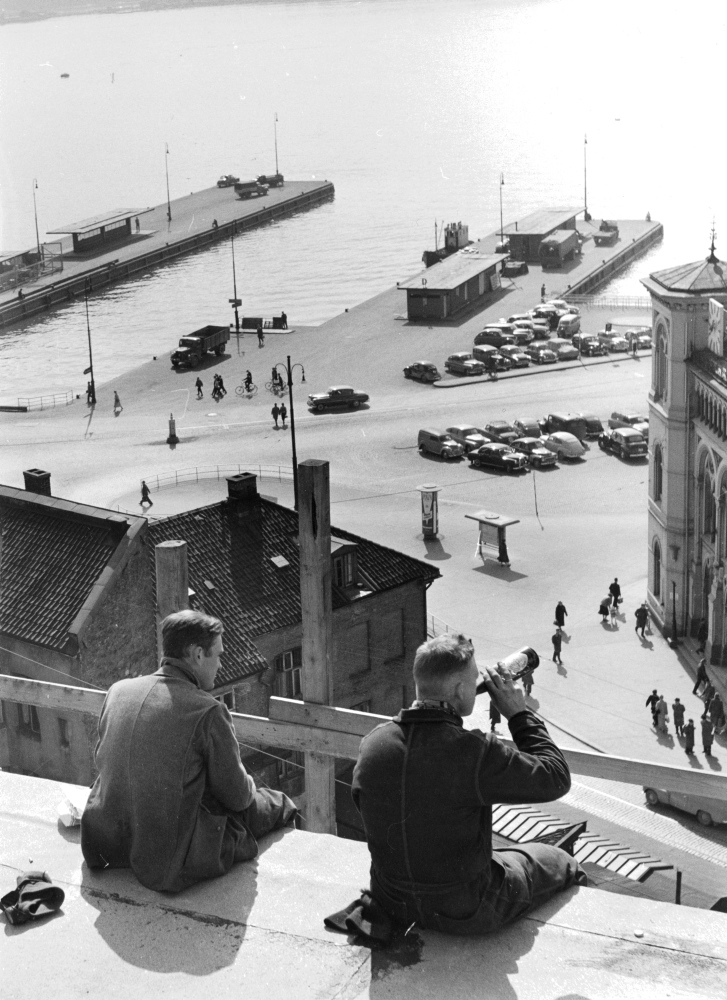
Dělníci během přestávky na střeše budovy Wilhelmsen ve Vice. V pozadí trajektový přístav.